# إنتل 80286
إنتل 80286 (بالإنجليزية: Intel 80286)‏ ويسمى أحيانا إنتل 286 (بالإنجليزية: Intel 286)‏ هو معالج دقيق بسعة 16-بت، تم الإعلان عنه في 1 فبراير 1982.

## شريحة المعالج 80286
تتألف شريحة المعالج 80286 من 68 طرف وهو نسخه مطوره عن المعالج 8086 تحتوي على إدارة الذاكرة.صممت من أجل البيئة متعددة المستخدمين وتعددية المهام.ولتنفيذ تعليمات بأزمنة ساعه أقل من المعالج 8086. يستطيع المعالج 80286 عنونة ذاكره فيزيائية
ب 16MByte وذاكره ظاهريه ب 1Gbyte باستخدام نظام إدارة الذاكرة.

## البنية الداخلية للمعالج 80286
المعالج 80286 لا يتضمن طرفيات داخليه كما هو الحال في المعالج 80186.
وبدلاً من ذلك يحتوي على وحدة إدارة ذاكره (MMU)Memory –Management Unit التي تدعى بوحدة العنونهAdress Unit(AU).
يحتوي المعالج 80286 على أربع وحدات معالجه مستقله:
1-وحدة الممرBus Unit(BU).
2-وحدة التعليماتInstruction Unit(IU).
3-وحدة التنفيذExecution Unit(EU).
4-وحدة العنونهAdress Unit(AU).
والشكل التالي يبين البنية الداخلية للمعالج 80286:
وسنتكلم عن وظيفة كل وحده بشكل مختصر كما يلي:
• حيث تنجز وحدة BU جميع عمليات القراءة والكتابة من الذاكرة أو أجهزة الدخل/الخرج.
• اما وحدة التعليمات IU فتقوم بفك شيفرة ثلاث تعليمات محضره مسبقاً وتحفظها في رتل التعليمات لكي تتناولها وحدة التنفيذ.
• وتقوم وحدة التنفيذ EU بتنفيذ التعليمات التي تتلقاها من وحدة التعليمات وبشكل متتابع.
• وأخيراً تقوم وحدة العنونة AU بحساب العنوان الفيزيائي الذي سيرسل إلى الذاكرة أو إلى أجهزة I/O عن طريق وحدة الممر.
1. 1 2  وصلة مرجع: https://www.intel.com/pressroom/kits/quickreffam.htm#i486.
2. ↑  وصلة مرجع: http://www.cpushack.com/life-cycle-of-cpu.html.
3. ↑  "معلومات عن إنتل 80286 على موقع catalogue.bnf.fr". catalogue.bnf.fr. مؤرشف من الأصل في 2019-04-30.
4. ↑  "معلومات عن إنتل 80286 على موقع id.loc.gov". id.loc.gov. مؤرشف من الأصل في 2019-12-10.

==ربط المعالج 80286 مع الدارات الأخرى==
يتم ربط المعالج 80286 مع الدارات الأخرى لتشكيل نظام بسيط.
يمتلك المعالج 80286 ممر معطيات ذو 16بت وممر عنونه ذو 24بت غير مشترك مع خطوط المعطيات.
ويبين الشكل التالي ربط المعالج80286 في نظام عمل بسيط:
يربط المعالج المساعد 80287 مع المعالج 80286 بوساطة الأطراف الأربعة التالية:
ü مدخل طلب المعالج المساعدprocessor extension request(PEREQ).
ü مخرج إشارة المصادقة على المعالج المساعد process extension acknowledge (PEACK)
ü إشارة المدخل busy للمعالج 80286.
ü إشارة المدخل ERROR للمعالج 80286.

## نمط العنونة الحقيقي للمعالج 80286
بعد إمساك المدخل reset في حالة high لفترة زمنيه محدده ثم الانتقال إلى حالة low –بعد تصفير المعالج-يبدأ المعالج 80286 التنفيذ في نمط العنونة الحقيقي ابتداءً من العنوان FFFFF0H والمسجلات الداخلية تكون بالحالة التالية:
Flag word=0002h, machine status word =FFF0h،
```
IP=FFF0H،   CS=F000H ،DS=0000H، SS=0000H ،ES=0000H 
```

.
هذا النمط ينسب إلى الزمن الحقيقي لأن العناوين الفيزيائية للذاكره تولد مباشرهً بإضافة العنوان الفعال إلى عنوان قاعدة المقطع.
وفي هذا النمط يستطيع المعالج عنونة ذاكره بحيز 1Mbyte.بينما في النمط المحمي للعنونة فإن العناوين تحسب بطريقه مختلفه.
وفي هذا النمط يوظف المعالج 80286 وكأنه "stopped up" للمعالج 8086 وينفذ المعالج 80286 البرامج ذات شيفرة الآلة للمعالج 8086 معبعض التعديلات عليها.ولكن المعالج 80286 ينفذ معظم البرامج بشكل أسرع بعدة مرات.

## نمط العنونة الوهمي للمعالج 80286
آلة الذاكرة الوهمية هي الآلة التي تخطط حيز ذاكره أكبر (1GByte for 80286 microprocessor) في حيز ذاكره فيزيائية أصغر (16MByte for 80286).
وسنعطي بعض الملاحظات حول كيفية تحول المعالج 80286 إلى نمط العنونة المحمي أثناء تنفيذ نظام التشغيل للإقلاع:
بعد تصفير المعالج 80286 يبدأ العمل في نمط العنونة الحقيقي. هذا النمط عادةً يستخدم لبدء الأجهزة المحيطيه- تحميل الجزء الرئيسي لنظام التشغيل من القرص إلى الذاكرة- تحميل بعض المسجلات – تمكين المقاطعات – والدخول إلى النمط المحمي PVAM.
يتم الدخول إلى ال PVAM بوساطة توضيع خانة تمكين الحماية لكلمة حالة الآلة machine status word –MSW-.وصيغة هذه الكلمة مبينه كما يلي:
الخانات مرتبه من:0 وحتى 15
حيث أن
الخانة 0 تقابل PE أي تمكين الحماية
```
والخانة 1 تقابل mp
```

والخانة 2 تقابل EM
والخانة 3 تقابل TS
```
          حيث
PE :protection enable
```

. تمكين الحماية MP:monitor processor extension
EM processor extension
```
emulate                  TS:task switch
```

الخانة 0 خانة تمكين الحماية بينما الخانات 1و2و3 تستخدم مع المعالج المساعد.

## سادساً: مجموعة تعليمات المعالج 80286: The 80286 Instructions
وفيما يلي التعليمات وشرح كل منها بجوارها:

تنظيف علم تبديل المهام CLTS
تحميل مسجل جدول الواصف العام LDGT
تخزين مسجل جدول الواصف العام SGDT
تحميل مسجل جدول واصف المقاطعة LIDT
تخزين مسجل جدول واصف المقاطعة SIDT
تحميل مسجل جدول الواصف المحلي LLDT
تخزين مسجل جدول الواصف المحلي SLDT
تحميل كلمة حالة الآلة LMSW
تخزين كلمة حالة الآلة SMSW
تحميل حقوق الولوج LAR
تحميل حدود المقطع LSL
تخزين حقوق الولوج SAR
ضبط مستوى الأفضلية المطلوبة APRL
التاكد من ولوج القراءة VERR
التاكد من ولوج الكتابة VERW